# Tetraponera emeryi
Tetraponera emeryi é uma espécie de formiga do gênero Tetraponera, pertencente à subfamília Pseudomyrmecinae.